# シモフリシマハゼ
シモフリシマハゼ(霜降縞鯊、T. bifasciatus）は、汽水域に生息するハゼの1種。シマハゼと呼ばれる仲間に属す。

## 分布
日本国内では、本州の宮城県石巻市以南の太平洋側と石川県以南の日本海側、四国の土佐湾以北の太平洋側、九州の熊本県以北の東シナ海、瀬戸内海に分布する。国外では中国山東半島青島から広西省朝鮮半島沿岸、台湾北西部、香港、ロシアの沿海州に分布し、北アメリカの太平洋岸に移入。

## 形態
全長は5-10cm。脊椎骨数は26。アカオビシマハゼによく似るが、胸鰭の最上軟条は遊離しないことで区別できる。婚姻色の出たオスでは頭部一面に小さな白点が散在し、アカオビシマハゼと異なり腹面には散在する。臀鰭に2本の赤色縦帯と1本の白色縦帯がないことからも区別可能。一方で、シモフリシマハゼ同様、体側に2本の黒色縦帯があり、この縞模様が和名の由来。アカオビシマハゼに比べて頭頂部の感覚菅開孔は小さく、両眼間隔幅はやや広い。臀鰭の基底近くに白色点が点在する。婚姻色のオスの大型個体は体色が黒くなり、体側の黒色縦帯は不明瞭となる。第2背鰭と臀鰭の辺縁は橙色。体は太短くやや側扁した円筒形。両顎の外側歯が3尖頭である。頭部の感覚管はよく発達し頬の孔器配列は縦列パターン
。

## 生態
河川の河口域に生息し、アカオビシマハゼに比べて塩分の低い場所に多く、泥底の石やカキ殻の下や間に単独で見られる。繁殖期は春から夏で、石の下やカキ殻の中に産卵し、オスは産卵後も巣にとどまり、ふ化するまで、卵を保護する。小型の水生生物や、藻類を食す。

## 名称
トラハゼという別名がある。学名のbifasciatusは、「二つの帯のある」という意味。混称としてシマハゼとも呼ばれる。